# Melanoplus angularis
Melanoplus angularis är en insektsart som beskrevs av Little 1932. Melanoplus angularis ingår i släktet Melanoplus och familjen gräshoppor. Inga underarter finns listade i Catalogue of Life.